# Protokollstrecke

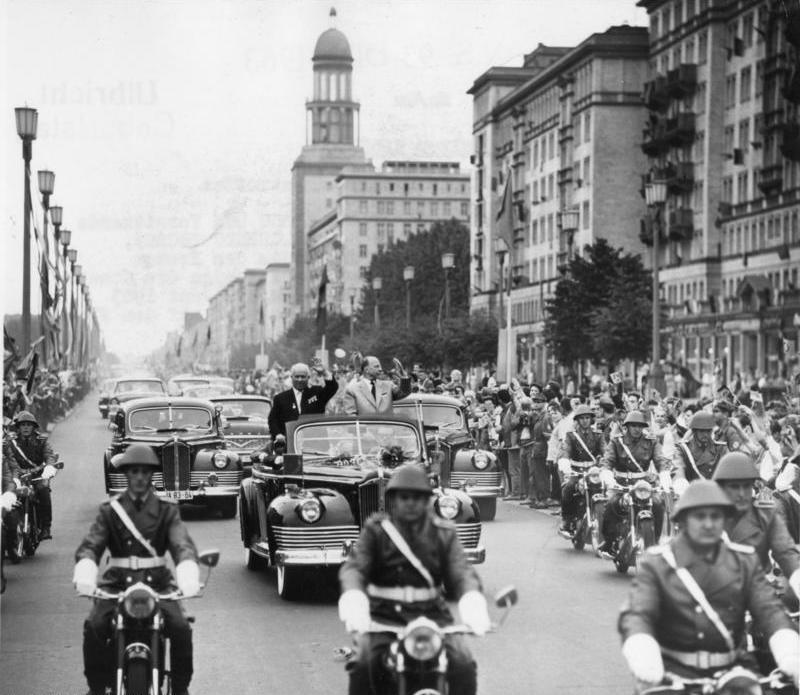
Walter Ulbricht mit Nikita Chruschtschow 1963 auf der Protokollstrecke entlang der Karl-Marx-Allee

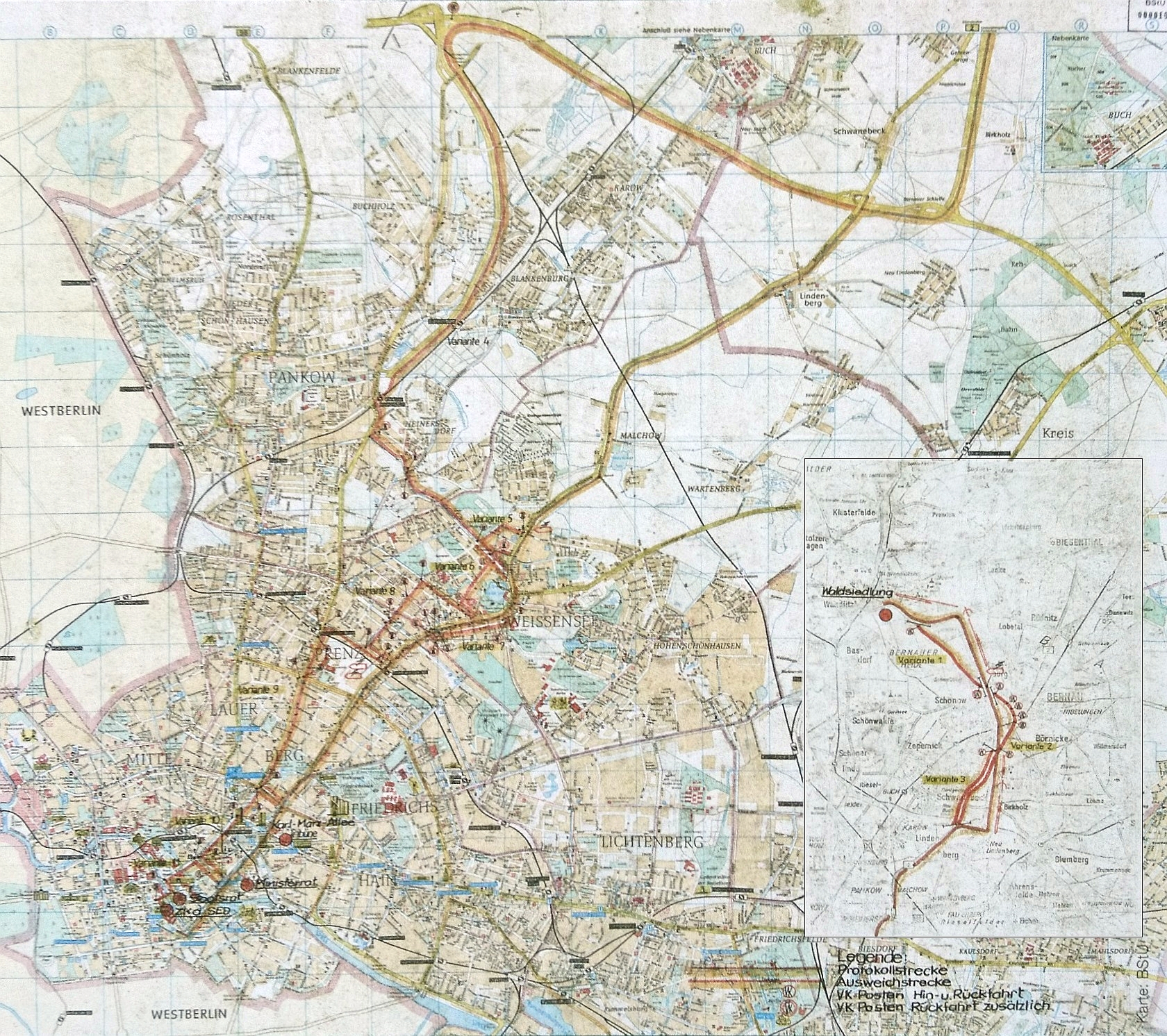
Verlauf der Protokollstrecke zwischen Wandlitz und dem Zentrum Berlins (mit Alternativrouten)

Die Protokollstrecke ist der regelmäßige oder einmalige Weg, den Träger hoher Staatsämter in offizieller Mission zurücklegen, zum Beispiel bei einem Staatsbesuch vom Flughafen zum Sitz des gastgebenden Staatsoberhauptes. Der Begriff leitet sich vom diplomatischen Protokoll beziehungsweise dem innenpolitischen Protokoll ab. Die Protokollstrecke wird nach Gesichtspunkten der Sicherheit, aber auch der Ansehnlichkeit festgelegt und unterliegt speziellen Bestimmungen, zum Beispiel wird sie bei Staatsbesuchen beflaggt.
Besonders bekannt wurden die mit großem Aufwand betriebenen Protokollstrecken in der Deutschen Demokratischen Republik, insbesondere der Weg der Politbüromitglieder von ihrem Wohnsitz Wandlitz zum Sitz des Zentralkomitees der SED in Berlin und der Weg von Staatsgästen zwischen dem Flughafen Berlin-Schönefeld und dem Schloss Niederschönhausen, dem Gästehaus der DDR-Regierung.